# Viviendas Protegidas (Jaén)
Las Viviendas Protegidas de Jaén son un grupo de 55 edificios de tipo residencial situado en el barrio de La Victoria, en la zona de expansión de la ciudad de mediados del siglo XX. Se agrupan en cuatro manzanas de bloques de pisos de hasta cinco alturas, sumando más de 600 viviendas donde viven unos 2000 vecinos, y que tipológicamente se adscriben al Movimiento Moderno.
Las Viviendas Protegidas basan su planta en las modernas soluciones de bloque lineal que se venían ensayando en Europa persiguiendo la optimización de la iluminación y la ventilación para todas las viviendas. La doble crujía permite formalizar los patios interiores huyendo de las habituales soluciones en manzana cerrada, al tiempo que se juega con la volumetría de los edificios que van adaptándose a la pendiente del terreno. 
Los volúmenes (claros, rotundos y austeros) se quiebran o fragmentan para filtrar los recorridos entre patios, configurando una serie de espacios libres, de dimensiones acordes con la propia altura y volumetría de la edificación. Constituyen -según se ha dicho acertadamente- una contribución a todo el caudal de la experiencia urbanística y arquitectónica llevada a cabo por la arquitectura del Movimiento Moderno en Europa.